# Lansorm
Lansorm (Bothrops asper) en giftorm i familjen huggormar som kan nå en längd av cirka 2,5 meter och är för att vara en huggorm relativt slankt byggd. Den återfinns i Mellanamerika och i norra Sydamerika. Namnet återspeglar huvudets form som liknar spetsen på en lans. Där den lever står den för en stor del av alla giftormsbett.
Utbredningsområdet sträcker sig från östra Mexiko till Ecuador och nordvästra Venezuela. Arten lever i låglandet och i bergstrakter upp till 1770 meter över havet. Den vistas i torra och fuktiga skogar samt i kulturlandskap med större populationer av råttor.
Artepitetet i det vetenskapliga namnet är latin för grov/rå. Det syftar antagligen på de grova fjällen eller på artens försvarsbeteende som kan misstas för att vara aggressivt.
Arten är huvudsakligen nattaktiv och marklevande. Deras föda består av gnagare, små fåglar, ödlor och groddjur. Arten är ovovivipar och föder således levande ungar, normalt ca 40 per kull.
För beståndet är inga hot kända. Hela populationen anses vara stabil. IUCN listar arten som livskraftig (LC).